# Zumpango de Ocampo
Zumpango de Ocampo er en by i delstaten Mexico i Mexico. Byen har 50.742 (2010) indbyggere og er hovedby i kommunen Zumpango.

## Ekstern henvisning
- Wikimedia Commons har flere filer relateret til Zumpango de Ocampo
- Officiel hjemmeside